# Тохосашвили, Цезарь
Цезарь Тохосашвили (род. село Омало, Панкисское ущелье) — один из старших командиров и лидеров террористической группировки Исламское государство (ИГ), участник гражданской войны в Сирии (2012—2016), 1-й амир «Ансару Шариа» (защитники шариата). Один из заместителей военного амира ИГИЛ. Стал известным под именем Альбара Шишани (араб. البارا شيشاني, Альбара Чеченский‎). В 2019 году задержан на Украине.

## Биография
Родился в селе Омало Панкиского ущелья Грузии, где проживают этнические чеченцы-кистинцы. Является этническим чеченцем-кистинцем и гражданином Грузии.
Уехал воевать в Сирию в 2012 году. Сначала воевал на стороне повстанцев, затем вступил в террористическую организацию ИГИЛ. Был тесно связан с руководителями ИГИЛ, в том числе уроженцем Грузии Тарханом Батирашвили, известным как Абу Умар аш-Шишани и уроженцем Чечни Ахмедом Чатаевым, известный как Ахмад Шишани.
В 2012 году занимал должность амира джамаата «Ансару аш-Шариа», который он основал в Идлибе вместе с другим чеченцем, своим заместителем — Иса Шишани.
В 2013 году занял одну из самых высоких должностей в ИГИЛ, заместителя военного амира ИГИЛ, известного как Абу Умар аш-Шишани. В 2016 году, после гибели последнего, а также многих лидеров ИГ, Цезарь уехал в Турцию, где продолжил координировать деятельность террористической организации.
Летом 2018 года незаконно прибыл на Украину, используя поддельный паспорт под другим именем. На основании поддельных документов он смог обосноваться на Украине, где, по данным СБУ, продолжал координировать деятельность ячеек ИГ.
В ноябре 2019 СБУ при поддержке ЦРУ и спецслужб Грузии задержали Аль Бара Шишани в Киеве возле частного дома, где он поселился. 6 ноября 2019 года Тбилисский городской суд заочно приговорил Тохосашвили к тюремному заключению по статье 327 УК Грузии — за участие в террористической организации.
18 мая 2020 года Цезарь был экстрадирован в Грузию.